# 托尼·杰弗里斯
托尼·杰弗里斯（英語：Tony Jeffries，1985年3月2日—），英国男子拳击运动员，2009年成为职业选手。他曾代表英国参加2008年夏季奥林匹克运动会拳击比赛，获得男子81公斤级铜牌。